# Maaike Cafmeyer
Maaike Cafmeyer (Torhout, 27 maart 1973) is een West-Vlaamse actrice en woont in de provincie Oost-Vlaanderen. Ze heeft het acteren enerzijds geërfd van haar vader die amateurtheater deed en anderzijds van haar grootvader Guido Cafmeyer die theaterregisseur was bij de amateurgezelschappen.

## Biografie
Cafmeyer was de oudste van drie kinderen en was van oorsprong zeer verlegen. Haar beide ouders raadden het acteren aanvankelijk af wegens moeilijk en te gevaarlijk. Ze heeft toen eerst een jaar geschiedenis gestudeerd aan de KU Leuven om daarna een tweejarige lerarenopleidingen te volgen. Maar het bloed kruipt waar het niet gaan kan en de sfeer van het theater trok haar toch aan. Ze begon een toneelopleiding aan het Gentse conservatorium op de afdeling woordkunst. In 1999 studeerde ze af als meester in de Dramatische Kunsten.
Haar carrière als actrice begon toen Sam Bogaerts haar aannam voor een rol in Wachten op Godot van Samuel Beckett. Haar tv-debuut volgde in 2001 in de begingeneriek van Man bijt hond. Maar haar grote bekendheid verwierf ze in 2004 toen ze de vrouw speelde van Bart De Pauw in Het Geslacht De Pauw. Later, in 2009, was ze lid van de Raad van de Gouden Plaat in het televisieprogramma Hartelijke groeten aan iedereen op Eén. Verder was ze ook lid van de Spelersgroep Ernst/Serieus en met theater in Gent NTGent stond zij in Peter Pan twee seizoenen op de planken.
Naast haar theater- en tv-werk verschijnt Cafmeyer ook geregeld in musicals en tv-programma's en leent ze haar stem uit aan animatiefilms. Zo was zij vaak te zien als gast in programma's als Vrede op aarde (2020), VTM Telefoneert (2013) en Twee tot de zesde macht (2012-2017).

### Meterschap
Cafmeyer werd in 2024, samen met Wim Willaert, meter en peter van de eerste twee in België geboren Europese zeearenden. Voor zover bekend zijn Gloria en Guido de allereerste twee kuikens van zeearenden in België.

## Carrière

### Films en series
- Van 2004 tot 2011 deed zij ook mee in de detectivereeks Aspe, waarin ze inspecteur Carine Neels vertolkt.
- In 2008 speelde zij mee in de Franstalige Belgische film Formidable en de Vlaamse film Loft van Erik Van Looy en Bart De Pauw.
- In 2009 speelde zij ook een gastrol in Code 37 (als Eva Meskens).
- Van 2005 tot 2008 was zij te zien in de Ketnet-serie En daarmee Basta! als tv-gezicht Patsy Carlisse. Ook in de volgende reeksen van En daarmee basta! neemt zij die rol voor haar rekening.
- In 2013 vertolkte ze de rol van politieagente Chantal in de komische serie Eigen kweek.[5]
- Op 15 juni 2021 startte ze met de opnamen van de Eigen kweek-spin-offreeks Chantal, een serie die gaat over een populair personage uit Eigen kweek dat een eigen serie krijgt waar zij de hoofdrol in speelt.[6][7][8]

### Musicals

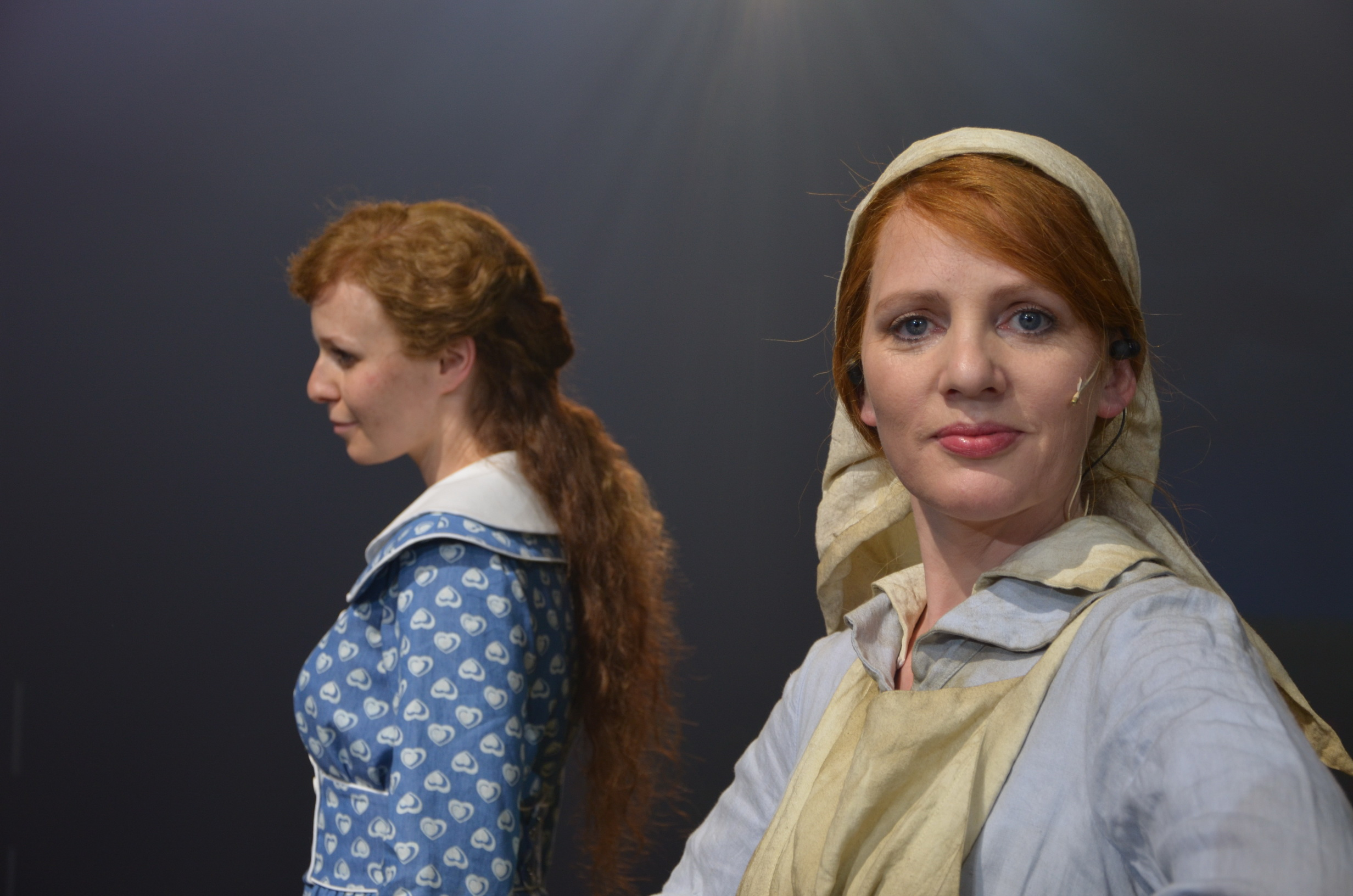
Maaike Cafmeyer tijdens repetitie voor musical 14-18

| Jaar      | Musical               | Rol                | Opmerkingen |
| --------- | --------------------- | ------------------ | --- |
| 1998-1999 | Peter Pan             | ensemble (indiaan) | |
| 2002      | The Rocky Horror Show | Janet              | Liep drie seizoenen                                                                                                   |
| 2012      | Domino                | Anne               | Een musical met nummers van Clouseau. Maaike speelde aan de zijde van onder andere Deborah De Ridder en Mark Tijsmans |
| 2013      | Assepoester           | Depressiva         | Gebaseerd op het bestaande sprookje en familievoorstelling in de ware zin van het woord                               |
| 2014      | '14-'18               | Céline             | Een Studio 100-musical over de Eerste Wereldoorlog                                                                    |

### Programma's
- In de Eén-quiz Twee tot de zesde macht vormt Cafmeyer geregeld een quiz-duo met een andere bekende Vlaming en neemt ze het samen met haar bekende medestander op tegen twee onbekende duo's.
- In 2013 was ze te zien in het spelprogramma De neus van Pinokkio.
- In 2016, 2017 en 2019 was ze jurylid in De Slimste Mens ter Wereld.
- In 2018 was Cafmeyer te zien als teamleider in het televisieprogramma Het collectief geheugen.
- In 2023 was ze gastspeurder in de 4de aflevering van The Masked Singer.

## Zaak-De Pauw
In november 2017 diende Cafmeyer bij de preventieadviseur van de VRT een klacht in over grensoverschrijdend gedrag door Bart De Pauw. Op 9 november omstreeks 18 uur kondigde De Pauw zelf de stopzetting aan tussen hem en de VRT met een YouTube-filmpje op Facebook. Om 19 uur meldde ook de VRT in een persbericht dat de samenwerking met De Pauw werd stopgezet. De kwestie werd de dagen erop breed uitgemeten in de media. Zo zouden Cafmeyer en tv-maker De Pauw volgens een krant in 2004 een relatie hebben gehad ten tijde van Het Geslacht De Pauw.

### Strafrechtbank
De Pauw legde in zijn boodschap meermaals beschuldigingen van stalking in de mond en het parket van Mechelen stelde hierdoor op eigen initiatief op 11 november een strafonderzoek in om de waarheid te achterhalen, waarin Cafmeyer zich vervolgens met acht andere vrouwen burgerlijke partij stelde. De strafrechtbank verwierp haar aanklacht in de zaak-De Pauw. Voor de burgerlijke rechtbank werden de feiten ten aanzien van haar wel voldoende bewezen geacht om mee de afwijzing van De Pauws schade-eis tegen de VRT te schragen.

### Het proces dat niemand wou
Na het proces spraken de acht betrokken vrouwen, onder wie ook Cafmeyer, over hun beleving voor de camera in een driedelige documentaire op Streamz. Hierin vertelde Cafmeyer onder andere: "Hij weet niet eens of ik een kat of een hond heb. Er is inderdaad iets gebeurd dat niet had mogen gebeuren, maar wij hebben geen langdurige relatie of affaire gehad." Verder gaf Cafmeyer aan dat zij na al die jaren over geen enkel sms-verkeer tussen haar en De Pauw meer beschikte. De documentairereeks Het proces dat niemand wou van Streamz won in 2022 de Ha! van Humo.
Begin maart 2024 ontstond er nogmaals beroering over deze zaak nadat de CEO van de VRT had besloten de uitzendingen voor het grote publiek uit te stellen. Hij werd direct door politici op het matje geroepen en bood zijn excuses aan. Het proces dat niemand wou werd toen toch uitgezonden vanaf 27 maart 2024 op VRT CANVAS.

## Filmfestival Oostende
In 2015 werd Cafmeyer gekozen als master op de negende editie van het Filmfestival Oostende. Ze mocht hierbij drie taken vervullen:
- Haar favoriete films voorstellen in de Master Selection.
- Lid zijn van de internationale LOOK!-jury.
- Talentvolle jongeren naar voren schuiven als haar 'jonge helden'.

## Prijzen en erkenning
- 2008: Beste Actrice Nationaal volgens de lezers van Humo, die hun stem uitbrachten in Humo's Pop Poll.[25]
- 2021: Ensor van beste actrice in een serie voor haar rol van Frie Palmers in De Twaalf op het Gala van de Ensors.[26]
- 2022: Cafmeyer won samen met Ella-June Henrard de "Pi²-prijs" voor hun moed en krachtdadige inzet tegen het onrecht van grensoverschrijdend gedrag, een prijs dat tweejaarlijkse wordt uitgereikt op het Vlaams Geestelijke Gezondheidscongres.[27]

## Privé
Cafmeyer is al een geruime tijd samen met de Nederlandse cellist Frans Grapperhaus, die al meer dan 20 jaar in Gent woont. Cafmeyer en Grapperhaus waren reeds samen toen de gebeurtenissen Bart De Pauw zich afspeelden. Ze hebben samen twee dochters. In de zomer van 2023 stond ze voor het eerste samen met het hele gezin op een podium in het oplichtspektakel "In de ban van Jeanne Panne" in Nieuwpoort.